# Gustav von Brandenstein (General, 1830)
Karl Wilhelm Gustav von Brandenstein (* 15. August 1830 in Stuttgart; † 17. Oktober 1905 auf Burg Brandenstein, Elm) war ein württembergischer General der Infanterie.

## Leben

### Herkunft
Gustav war der Sohn des gleichnamigen württembergischen Generalleutnants Gustav von Brandenstein (1797–1877) und dessen erster Ehefrau Sophie, geborene Spring (1803–1848). Er hatte noch drei Schwestern aus der zweiten Ehe seines Vaters, darunter Helena (* 1844), die den Erbküchenmeister des Herzogtums Franken Alfred von Thüngen heiratete.

### Militärkarriere
Brandenstein besuchte zunächst das Gymnasium in Heilbronn sowie das Lyzeum in Ludwigsburg. Ende September 1845 erfolgte seine Aufnahme an die Offizierbildungsanstalt in Ludwigsburg und nach bestandenen Examen wurde er am 9. Oktober 1848 mit Patent vom 6. Mai 1848 als Leutnant im 6. Infanterie-Regiment der Württembergischen Armee angestellt. Von Anfang November 1850 war Brandenstein für zwei Jahre zum Generalquartiermeisterstab kommandiert, rückte Ende Oktober 1853 zum Oberleutnant im 3. Infanterie-Regiment auf und wurde Ende Januar 1854 in den Generalquartiermeisterstab versetzt. Zu Ausbildungszwecken folgten Kommandierungen zum Pionierkorps und zur reitenden Artillerie. Mit der Beförderung zum Hauptmann kam Brandenstein Anfang Mai 1859 zum Generalstab der Besatzungstruppen der Bundesfestung Ulm. Im Juli 1864 begleitete er den Generalleutnant und späteren Kriegsminister Kuno von Wiederhold an die Höfe nach Wien und München. Von Mitte April 1865 bis Mitte Juni 1866 war er in das Kriegsministerium nach Stuttgart kommandiert und nahm anschließend während des Krieges gegen Preußen beim Generalstab des VIII. Bundeskorps an den Gefechten bei Tauberbischofsheim und Gerchsheim teil.
Nach Beendigung des Krieges kehrte Brandenstein kurzzeitig in das Kriegsministerium zurück und wurde am 1. Januar 1867 als Kompaniekommandant in das 7. Infanterie-Regiment versetzt. Um sich mit dem preußischen Exerzierreglement vertraut zu machen, war er von Ende März bis Mitte Juni 1868 zum 2. Garde-Regiment zu Fuß kommandiert. Anfang Januar 1869 avancierte er zum Major und Bataillonskommandanten im 1. Infanterie-Regiment „Königin Olga“. Mit Beginn des Krieges gegen Frankreich wurde Brandenstein am 20. Juli 1870 Oberstleutnant und nahm an den Schlachten bei Wörth sowie Sedan teil. Am 12. September 1870 erfolgte seine Ernennung zum Kommandanten des 1. Jäger-Bataillons, mit dem er bei der Belagerung von Paris, der Schlacht bei Villiers sowie den Gefechten am Mont Mesly, bei Champigny-sur-Marne und Ville Evrart wirkte.
Ausgezeichnet mit dem Eisernen Kreuz II. Klasse wurde Brandenstein nach dem Friedensschluss mit seinem Bataillon am 15. November 1871 in das 8. Infanterie-Regiment übernommen. Am 5. Februar 1873 kommandierte man ihn zunächst zur Führung für den beurlaubten Kommandeur zum 4. Infanterie-Regiment Nr. 122. Brandenstein wurde am 21. Juni 1873 zum Regimentskommandeur ernannt, stieg am 27. Oktober 1873 mit Patent vom 2. September 1873 zum Oberst auf und war vom 6. Juli 1874 bis zum 17. Juni 1879 in gleicher Funktion beim Grenadier-Regiment „Königin Olga“ Nr. 119 tätig. Daran schloss sich eine Verwendung als Generalmajor und Kommandeur der 54. Infanterie-Brigade (4. Königlich Württembergische) an. Ab Ende März 1881 übernahm Brandenstein die 52. Infanterie-Brigade (2. Königlich Württembergische), stieg Mitte Dezember 1883 zum Generalleutnant auf und wurde am 22. Februar 1885 unter Stellung à la suite der Armee nach Preußen kommandiert. Dort erhielt er das Kommando über die 9. Division in Glogau und Friedrich III. verlieh ihm für sein Wirken im Mai 1888 den Roten Adlerorden I. Klasse mit Eichenlaub. Am 11. August 1888 wurde Brandenstein von seinem Kommando nach Preußen entbunden und unter Verleihung des Charakters als General der Infanterie mit der gesetzlichen Pension zur Disposition gestellt. Anlässlich seiner Verabschiedung würdigte ihn König Karl mit dem Kommentur seines Militärverdienstordens.

### Familie
Brandenstein verheiratete sich am 8. Oktober 1860 in Merseburg mit Elisabeth von Brandenstein (1841–1879). Nach ihrem frühen Tod heiratete er am 4. Dezember 1880 in Erbach (Donau) Mathilde von Siebold (* 1850), Tochter des Naturforschers Philipp Franz von Siebold. Aus den Ehen gingen die zwei Töchter und ein Sohn hervor. Sophie (* 1862) heiratete den preußischen Generalleutnant Erich von Lochow (1853–1922), jüngerer Bruder des bekannten Saatzüchters Ferdinand III. von Lochow-Petkus. Der Sohn Alexander (1881–1949) heiratete am 19. Februar 1909 Helene (* 1879), Tochter des Grafen Ferdinand von Zeppelin und wurde unter dem Namen „von Brandenstein-Zeppelin“ nach dem Recht der Erstgeburt in den württembergischen Grafenstand erhoben.